# Agalenocosa luteonigra
Agalenocosa luteonigra är en spindelart som först beskrevs av Cândido Firmino de Mello-Leitão 1945.  
Agalenocosa luteonigra ingår i släktet Agalenocosa och familjen vargspindlar. Inga underarter finns listade i Catalogue of Life.